# Fryxellia pygmaea
Fryxellia pygmaea är en malvaväxtart som först beskrevs av Donovan Stewart Correll, och fick sitt nu gällande namn av D.M Bates. Fryxellia pygmaea ingår i släktet Fryxellia och familjen malvaväxter. Inga underarter finns listade i Catalogue of Life.